# Dzsambin Batmönh
Dzsambin Batmönh (Жамбын Батмөнх; 1926. március 10. – Ulánbátor, 1997. május 14.) kommunista politikus, 1974 és 1984 között Mongólia miniszterelnöke, a Mongol Népköztársaság Nagy Népi Hurál elnökségének elnöke, a Mongol Népi Forradalmi Párt főtitkára.

## Életrajz
Az Uvsz tartomány Hjargasz járásában született 1926. március 10-én. Az általános iskola megkezdésekor bátyja, Dzsamba nevét vette fel vezetéknévnek. Miután elvégezte a hetedik osztályt, szülőhazájában, Uvsz tartományban csatlakozott a Mongol Állami Egyetem kétéves előkészítő programjába. 1947 és 1951 között a Nemzeti Egyetem Közgazdaságtudományi Karán tanult.
Miután a diplomáját megszerezte, 1948-tól a Mongol Népi Forradalmi Párt tagja lett, 1951-től a Pedagógiai Egyetemen tanított. 1956 és 1958 között a felsőfokú pártiskola rektorhelyettese. 1961-től a közgazdasági tudományok kandidátusa, 1962-től 1967-ig tanszékvezető, a Közgazdaságtudományi Intézet rektorhelyettese és rektora. Az 1970-es évek elején került be az állam legfelső vezetésébe. 1973 és 1974 között az MPL-R Természettudományi és Pedagógiai Karának vezetője.
1974. június 11-től 1984. december 12-ig a Mongol Népköztársaság miniszterelnöke. Később a politikai hatalom irányítását is megszerezte, amikor 1984-ben Cedembal helyét is átvette a mongol párt- és állami vezetés élén. 1984. augusztus 24-től 1990. március 14-ig főtitkár, 1984. december 12-től 1990. március 21-ig a Nagy Népi Hural elnökségének elnöke.
Amikor 1989 végén Mongóliában megszilárdulni kezdett a demokratikus mozgalom, amely a kommunisták hatalomból való távozását követelte, Batmönh ellenezte az erőszak alkalmazását, majd lemondott a pártvezetői és a parlament elnöki tisztéről.

### Nyugállományban
Nyugdíjba vonulása után (1990-ben) családtagjainak többsége munkanélkülivé vált, miután politikai korrupcióval vádolták őket. Batmönh a feleségével kenyeret sütött, hagyományos burkolt kabátot és bőrcsizmát árultak. 1992-től haláláig visszavonulta élt, miközben zöldségeket és gyümölcsöket ültetett.
Nyugdíjba vonulása után kritizálta az új adminisztrációt, különösen az új elnököt.
1997. május 14-én halt meg.

## Magánélete
Amikor megismerkedett a leendő feleségével, akkor mindketten 16 évesek voltak. Batmönh és a lány is ugyanabban a kollégiumban laktak, amikor a Mongol Állami Egyetem Közgazdasági Karán, illetve a Mezőgazdasági Műszaki Főiskolán tanultak. Egy évvel később összeházasodtak. Az asszony 33 évig dolgozott a Mongol Állami Egyetem Könyvtárában, egészen 1988-ig, amikor nyugdíjba ment.

## Magyar vonatkozás
1984-ben a magyarországi látogatása során új barátsági és együttműködési szerződést írt alá a magyar kormány képviselőivel.

## Díjai, kitüntetései
- Szühebátor-rend (1976)
- Lenin-rend (Szovjetunió, 1986)
- Népek Barátságának Rendje (Szovjetunió)
- Klement Gottwald-rend (Csehszlovákia, 1986. február 4.)
- Az Aranycsillag Rendje (Vietnam)
- Jubileumi érem "Vlagyimir Iljics Lenin születésének 100. évfordulója emlékére" (Szovjetunió)

## Emlékezete
- Halála után róla nevezték el a Nemzeti Tudományos és Műszaki Egyetem előtti teret.
- 2009-ben szülőhelyének központjában a helyiek kezdeményezésére szobrot állítottak tiszteletére.

### A populáris kultúrában
Batmönh szerepét az 1990-es demokratikus mozgalomban a 2016-os Ne felejtsd (Бүү март) mongol filmben mutatták be.

## Fordítás
- Ez a szócikk részben vagy egészben  a   Dżambyn Batmönch című lengyel Wikipédia-szócikk ezen változatának fordításán alapul.  Az eredeti cikk szerkesztőit annak laptörténete sorolja fel. Ez a jelzés csupán a megfogalmazás eredetét és a szerzői jogokat jelzi, nem szolgál a cikkben szereplő információk forrásmegjelöléseként.
- Ez a szócikk részben vagy egészben  a   Jambyn Batmönkh című angol Wikipédia-szócikk ezen változatának fordításán alapul.  Az eredeti cikk szerkesztőit annak laptörténete sorolja fel. Ez a jelzés csupán a megfogalmazás eredetét és a szerzői jogokat jelzi, nem szolgál a cikkben szereplő információk forrásmegjelöléseként.